# Henryk Ehrlich
Henryk Ehrlich (někdy též Henryk Erlich; 1882 Lublin – 15. května 1942 Samara) byl polský židovský politik, aktivista Všeobecného dělnického židovského svazu „Bund“ v Polsku, člen Petrohradského sovětu a člen výkonného výboru Druhé internacionály.

## Sociálnědemokratická politika
Ehrlich se stal aktivistou v sociálně-demokratickém hnutí v roce 1904. Během ruské revoluce v roce 1917 byl členem výboru Petrohradského sovětu a členem sovětské delegace do Anglie, Francie a Itálie.

## Meziválečná polská a židovská komunální politika

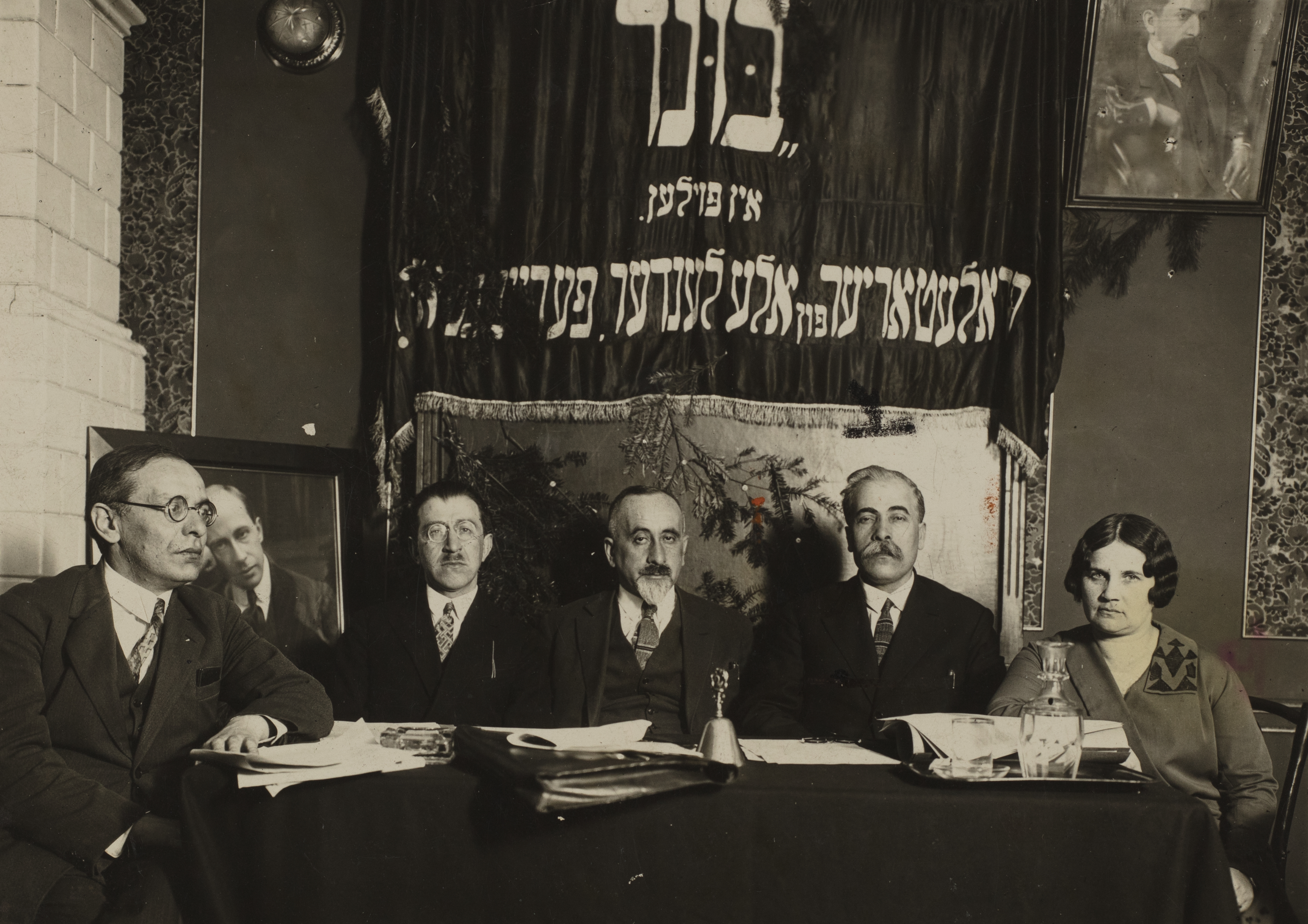
Předsednictvo polského židovského Bundu ve Varšavě, 1928.
Zleva doprava: Israel Lichtenstein, Yitzhak Rafes, Henryk Ehrlich, Ikutiel Portnoy a Bella Shapiro.

V roce 1921 byl Ehrlich jmenován spolueditorem varšavského deníku Folkstsaytung psaného v jidiš. V roce 1924 byl zvolen do rady varšavské kehily jako jeden z 5 bundistů mezi celkem 50 členy rady. Poté byl kandidátem na předsedu rady jako jediný protikandidát agudista Eliahu Kiršbraun, který byl spolu s Jacobem Trokenheimem, dalším agudistou, zvolen místopředsedou. Bund se nezúčastnil voleb v kehile v roce 1931, ale ve volbách v roce 1936 získal 15 křesel z 50. Po volbách vyvolal Ehrlich incident tím, že obvinil sionistické vůdce Grünbauma a Ze'eva Žabotinského z antisemitské agitace, které se měli dopustit svou kampaní vyzývající k židovské emigraci z Polska. Ehrlich opět kandidoval na předsedu, získal 16 hlasů, sionistický kandidát Jicchak Schipper deset, zvítězil agudista Jákob Trokenheim s počtem 19 hlasů.

## 2. světová válka

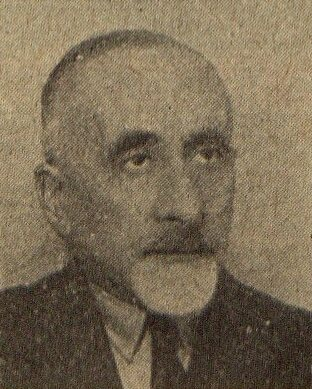
Ehrlich, asi 1939

Po vypuknutí druhé světové války Ehrlich uprchl do části Polska, která se dostala pod sovětskou kontrolu. 4. října 1939 byl zatčen NKVD v Brestu. Byl držen ve věznici Butyrka a neustále vyslýchán. Údajně byl alespoň jednou osobně vyslýchán šéfem NKVD Lavrentijem Berijou. 2. srpna 1940 byl v Saratově před soudem obviněn z terorismu a kolaborace s nacisty. Na svou obranu pronesl dlouhou řeč, v níž všechna obvinění popřel, ale po krátké poradě jej tribunál odsoudil k smrti. Po dvou týdnech v cele smrti mu bylo řečeno, že rozsudek byl změněn na deset let v Gulagu. Po německé invazi do Sovětského svazu byl v roce 1942 propuštěn v rámci dohody Sikorski-Majskij mezi polskou exilovou vládou a Sovětským svazem z 30. července 1941. Byl požádán, aby se připojil k nově vytvořenému Židovskému antifašistickému výboru, v jehož čele stál Solomon Michoels.

## Vězení a smrt

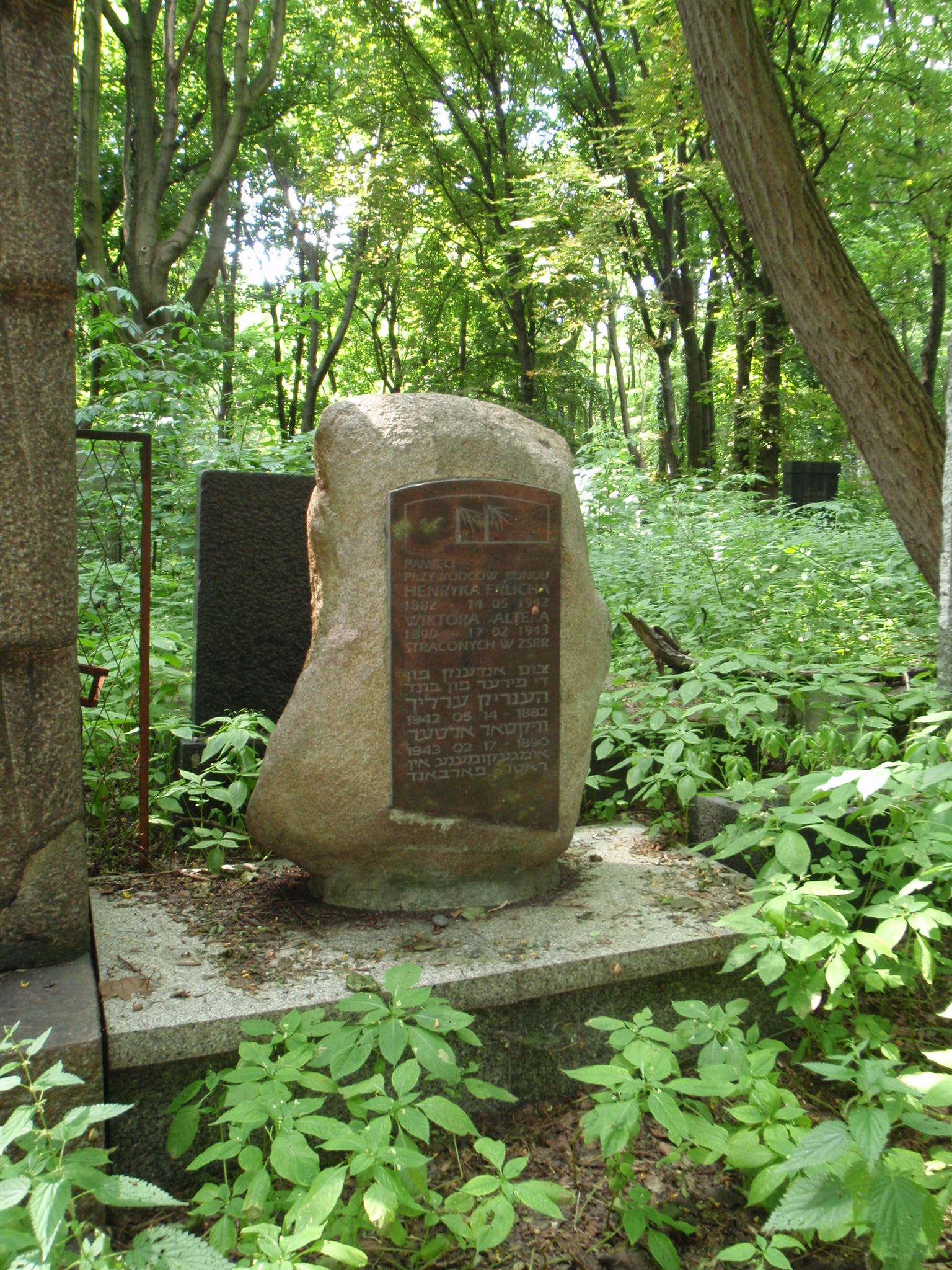
Kenotaf Wiktora Altera a Henryka Ehrlicha ve Varšavě

Přibližně ve stejnou dobu měl Ehrlich doprovodit předsedu vlády polské exilové vlády generála Sikorského na cestě do Londýna, kde se měl připojit k polské vládě. Dne 4. prosince 1941 byl však Ehrlich spolu s Wiktorem Alterem znovu zatčen NKVD v sibiřském Kujbyševě. V době zatčení oba bydleli na polském velvyslanectví a nebyl uveden žádný důvod k jejich zatčení. Podle různých zdrojů v té době byli obviněni ze špionáže pro „nepřátele Sovětského svazu“. K zatčení Ehrlicha a Altera došlo ihned poté, co sovětská vláda vydala 1. prosince 1941 prohlášení polské exilové vládě, že s polskými občany běloruského nebo židovského etnika bude zacházeno jako se sovětskými občany a bude jim zakázáno vstoupit do polské, tzv. Andersovy armády, která se v té době začala formovat.
Sovětské uvěznění dvou prominentních socialistických aktivistů a vůdců Druhé internacionály vyvolalo vlnu protestů mezi socialistickými kruhy na Západě. Eleanor Rooseveltová a Albert Einstein vyzvali přímo Stalina, aby je propustil. Sovětské úřady však po celý rok 1942 mlčely. Až 23. února 1943, tedy teprve po sovětském vítězství u Stalingradu, velvyslanec ve Washingtonu Maxim Litvinov napsal prezidentovi Americké federace práce Williamu Greenovi, že Ehrlich a Alter byli na Stalinův rozkaz popraveni.
Podle některých zdrojů nebyl Ehrlich na rozdíl od Altera nikdy popraven, protože se mu podařilo spáchat sebevraždu oběšením na mřížích okna jeho vězení. Jiné zdroje uvádějí, že spolu s Alterem byl v prosinci 1942 zastřelen. Ještě v únoru 1943 kolovaly ve varšavském ghettu dopisy od „Henryka Wiktora“ (křestní jména Ehrlicha a Altera).

## Rehabilitace
8. února 1991 byl Victor Ehrlich, syn Henryka Ehrlicha, informován, že podle dekretu vydaného za ruského prezidenta Borise Jelcina byli Wiktor Alter spolu s Ehrlichem „rehabilitováni“ a represe vůči nim byly prohlášeny za nezákonné.
Přesné místo posledního odpočinku Ehrlycha není známo. na židovském hřbitově v ulici Okopowa 17. dubna 1988 ve Varšavě na židovském hřbitově v ulici Okopowa vztyčen kenotaf. Nápis na památníku zní: „Vůdci Bundu, Henryk Ehrlich, nar. 1882, a Wiktor Alter, nar. 1890. Popraveni v Sovětském svazu.“ Ke zřízení pomníku a zveřejnění celého Alterova a Ehrlichova příběhu došlo bez souhlasu polské komunistické vlády a došlo k němu díky úsilí bundisty a posledního žijícího vůdce povstání ve varšavském ghettu Marka Edelmana a členů Solidarity. Vzpomínkového aktu se zúčastnilo více než tři tisíce lidí.

## Rodina
Jeho tchánem byl historik Szymon Dubnow.